# Epipenaeon ovalis
Epipenaeon ovalis là một loài chân đều trong họ Bopyridae. Loài này được Pillai miêu tả khoa học năm 1954.